# Lemina Moma
Lemina Mint El Kotob Ould Moma (arabisch لمينة منت القطب ولد أممه; geb. 31. Dezember 1968, F’dérik, Mauretanien) ist Landwirtschaftsministerin in Mauretanien.

## Leben
Lemina Mint El Kotob Ould Moma wurde am 31. Dezember 1968 in F’dérik geboren. Sie hat mehrere Diplome und Baccalauréate in Naturwissenschaften, Verwaltung und Personalmanagement von Hochschulen in Mauretanien, Marokko, Paris und Lyon. Sie ist verheiratet und hat vier Kinder.
Moma war Ministerin für Soziales, Kinder und Familie in der Regierung von Yahya Ould Hademine 2008. Sie wurde durch eine Kabinettsumbildung am 2. September 2015 als Landwirtschaftsministerin eingesetzt. Auch 2017 behielt sie diesen Posten.
Kurz nachdem Moma zur Landwirtschaftsministerin ernannt worden war, begann sie, die Landwirtschaft am Senegal-Fluss zu verbessern und die Umsetzung von Wassermanagementprojekten zu beschleunigen, die von der Weltbank finanziert wurden. Sie besuchte im April 2016 die 5. Afrimet Conference of Directors of West African Meteorological and Hydrological Services. Noch 2016 veranstaltete Moma auch einen Workshop mit lokalen Landwirten in Kiffa und beauftragte ihr Ministerium Dämme und Deiche zu errichten, damit Wasser aufgefangen werden und für die landwirtschaftliche Produktion genutzt werden kann.
Moma war Vorsitzende der 52. Sitzung des Permanent Interstate Committee for drought control in the Sahel im März 2017. Sie erklärte, dass die Organisation in den letzten Jahren dazu beigetragen habe, die Auswirkungen von Nahrungsmittelkrisen zu verringern und Entwicklung und Modernisierung zu unterstützen, und erklärte, dass ihre Ziele darin bestehen die Organisation zu stärken und Dürren durch ihre Resilienzprogramme zu bekämpfen. Moma traf sich im November 2017 mit Ibrahim Adama Ahmed Dukhairy, dem Präsidenten der Arab Organization for Agricultural Development um das Arab Food Programme zu sichten und die Erstellung von Statistiken in Mauretanien einzuleiten.